# Jest taka sprawa
Jest taka sprawa to debiutancki album zespołu Ratatam wydany w 2004 r.

## Lista utworów
1. "jest taka sprawa" – 3:55
2. "ballada o nogach" – 2:04 (sł. Krystyna Lenkowska)
3. "pokojowo" – 4:10
4. "Ratatam" – 3:42 (sł. Roman Zych i Paweł Czachur)
5. "ogrzej chwilę" – 4:08 (sł. Waldemar Lenkowski, muz. T. Kiersnowski)
6. "ty moja dziewczyno" – 6:22
7. "duża góra" – 4:59
8. "beskide" – 2:37 (sł. i muz. - tradycyjna piosenka łemkowska)
9. "popieprzyło się" – 5:34
10. "faje dwie" – 4:52
11. "pamiętaj" – 5:16
12. "czułości" – 3:44
13. "nim stanie się tak" – 3:43 (sł. i muz. Wojciech Waglewski)
14. "stoję z boku" – 3:40
15. "jest taka sprawa radio edit - remixed by d.u.i." – 3:45 (utwór dodatkowy)
16. "jest taka sprawa club edit - ramixed by d.u.i." - 5:27 (utwór dodatkowy)
17. "heja, heja - hymn pierwszej wośp w rzeszowie" - 3:38 (utwór dodatkowy)

Słowa i muzyka Paweł Czachur z wyjątkiem jak zaznaczono powyżej.

## Muzycy
Ratatam
- Paweł Czachur - wokal, gitara
- Waldemar Rzeszut - gitara
- Jerzy Czeluśniak - gitara basowa, chórki
- Andrzej Balawender - skrzypce
- Seweryn Krzysztoń - perkusja
- Barbara Jakubiec - wokal, instrumenty perkusyjne
- Grzegorz Nowak - skrzypce
- Tomasz Nosal - perkusja
- Zbigniew Dudek - skrzypce

W utworze "heja" gościnnie: Stanisław Domarski - saksofon, Mariusz Koziołkiewicz - klawisz, Agnieszka Dulijan - chórki, zespół dziecięcy Vox Clamantis pod dyrekcją Zbigniewa Stojka